# Monå
Monå är en by i Nykarleby stad i Österbotten i Finland och en av Munsalas fyra sjöbyar. I Monå finns de mindre byarna Gunilack och Pelat.
Monå är ett osammansatt namn som anses ha sitt ursprung i kortformen av ett östfinskt personnamn Muona. I lokal folkmun är byn känd som "Moun" (ungefärligt fonetiskt, med det finska uttalet av "u").